# Беука (Телеорман)
Беука (рум. Beuca) насеље је у Румунији у округу Телеорман у општини Беука. Oпштина се налази на надморској висини од 111 m.

## Становништво
Према подацима из 2002. године у насељу је живело 1364 становника, од којих су сви румунске националности.